# Athripsodes aterrimus
Athripsodes aterrimus – gatunek owada z rzędu chruścików i rodziny Leptoceridae. Larwy prowadzą wodny tryb życia.
Gatunek euroazjatycki (eurosyberyjski), nie występuje w Islandii, larwy spotykane w jeziorach, roślinności rzek i estuariach. W Polsce głównie na nizinach. Limnebiont, występuje w strefie elodeidów i helofitów.
Na Pojezierzu Pomorskim larwy złowione w jez. Dołgie Wielkie, Żarnowieckim i kilku jeziorach lobeliowych, imagines nad jeziorami okolic Kartuz. Często i licznie spotykane w jeziorach Pojezierza Mazurskiego. Larwy obecne w wielu siedliskach, najliczniej w Magnocharacetum, Parvocharacetum, Ceratophyllum, Myriophyllum, Stratiotes aloides, rdestnicach. Licznie spotykano larwy także w roślinności helofitowej i na dnie niezarośniętym. Wyraźnie unika zbiorników o charakterze torfowiskowym. Larwy złowione zostały także w jeziorach Pojezierza Wielkopolskiego, Pojezierza Łęczyńsko-Włodawskiego oraz stawach dolinnych w Karkonoszach i jeziorach strefy lasu w Tatrach, masowo łowiono w starorzeczach Doliny Narwi i Biebrzy.
Gatunek ten jest często obserwowany w jeziorach Europy, w strefie helofitów, na dnie niezarośniętym, ramienicach, glonach nitkowatych. Larwy występują w wodach o pH 6,8–9,4. Larwy łowiono także w jeziorach zachodniej Syberii.